# The Best Of: Volume 1
The Best Of: Volume 1 är ett samlingsalbum utgivet av den australiska gruppen Silverchair.

## Låtlista
CD ettA-sides
1. "Anthem for the Year 2000" (Remix) - 4:22
2. "Freak" - 3:47
3. "Ana's Song (Open Fire)" - 3:42
4. "Emotion Sickness" - 6:01
5. "Israel's Son" - 5:20
6. "Tomorrow" - 4:25
7. "Cemetery" - 4:06
8. "The Door" - 3:40
9. "Miss You Love" - 4:00
10. "Abuse Me" - 4:05
11. "Pure Massacre" - 4:34

CD tvåB-sides
1. "Untitled"- 3:30
2. "New Race" (Radio Birdman cover) - 3:20
3. "Madman" (Vocal mix) - 2:43
4. "Blind" - 4:15
5. "Wasted/Fix Me" (Black Flag cover) - 1:51
6. "Minor Threat" (Minor Threat cover) - 1:37
7. "Freak" (Remix) - 4:12
8. "Spawn (Pre-Vitro)" - 2:56